# Marracash (album)
Marracash è il primo album in studio del rapper italiano omonimo, pubblicato il 13 giugno 2008 dalla Universal Music Group.

## Descrizione
Il disco vanta diverse collaborazioni: J-Ax, Jake La Furia, Gué Pequeno, Vincenzo da Via Anfossi e Co'Sang. Le produzioni sono affidate soprattutto a Don Joe e Deleterio, con produzione del disco a New York da Chris Athens e missato curato da Umberto Zappa, Don Joe e Deleterio.
Nello stesso anno è stata pubblicata una versione speciale con l'aggiunta dei brani Non confondermi, La via di Carlito e La mia prigione, quest'ultimo originariamente pubblicato nel 2005 nel mixtape Roccia Music I, pubblicato da Marracash stesso insieme alla Dogo Gang.

## Tracce
Testi di Fabio Rizzo, eccetto dove indicato.
Edizione standard
1. Tutto questo – 4:09
2. Badabum Cha Cha – 3:33
3. Dritto al punto – 3:08
4. Chiedi alla polvere 2008 – 4:25
5. La danza della pioggia – 3:59
6. Solo io e te (feat. Jenny B) – 4:07 (testo: Fabio Rizzo, Giovanna Bersola)
7. Fattore Wow (feat. Gué Pequeno & J-Ax) – 3:15 (testo: Fabio Rizzo, Cosimo Fini, Alessandro Aleotti)
8. Quello che deve arrivare (arriva arriva) (feat. Vincenzo da Via Anfossi & Jake La Furia) – 3:49 (testo: Fabio Rizzo, Vincenzo De Cesare, Francesco Vigorelli)
9. Triste ma vero (feat. Co'Sang) – 3:30 (testo: Fabio Rizzo, Luca Imprudente, Antonio Riccardi)
10. Bastavano le briciole – 3:53
11. Estate in città – 2:45
12. Sì sì con la testa – 4:03
13. L'ultima settimana – 3:23
14. Fatti un giro nel quartiere – 2:35
15. Trappole – 3:35

Golden Edition
1. Tutto questo – 4:09
2. Badabum Cha Cha – 3:33
3. Non confondermi – 3:50
4. Dritto al punto – 3:08
5. Chiedi alla polvere 2008 – 4:25
6. La danza della pioggia – 3:59
7. Solo io e te (feat. Jenny B) – 4:07 (testo: Fabio Rizzo, Giovanna Bersola)
8. Fattore Wow (feat. Gué Pequeno & J-Ax) – 3:15 (musica: Fabio Rizzo, Cosimo Fini, Alessandro Aleotti)
9. Quello che deve arrivare (arriva arriva) (feat. Vincenzo da Via Anfossi & Jake La Furia) – 3:49 (testo: Fabio Rizzo, Vincenzo De Cesare, Francesco Vigorelli)
10. Triste ma vero (feat. Co'Sang) – 3:30 (testo: Fabio Rizzo, Luca Imprudente, Antonio Riccardi)
11. Bastavano le briciole – 3:53
12. Estate in città – 2:45
13. Sì sì con la testa – 4:03
14. L'ultima settimana – 3:23
15. Fatti un giro nel quartiere – 2:35
16. Trappole – 3:35
17. La via di Carlito – 4:10
18. La mia prigione – 3:01

Marracash - 10 anni dopo – CD bonus nella riedizione del 2018
1. Business Class (feat. Rkomi) – 3:07 (testo: Fabio Rizzo, Mirko Manuele Martorana – musica: Gianluca Cranco)
2. Valentino – 3:02 (musica: Giovanni Loddo)
3. Popolare 2018 – 3:35 (musica: Luigi Florio)
4. Nuovo papa 2018 – 2:44 (musica: Piermarco Gianotti)
5. Non confondermi RMX (feat. Fabri Fibra) – 4:40 (testo: Fabio Rizzo, Fabrizio Tarducci – musica: Piermarco Gianotti)
6. Badabum Cha Cha (Dogozilla Remix) – 3:24 (musica: Piermarco Gianotti)
7. Myspace Freestyle 2008 – 3:20 (musica: Luigi Florio)
8. Con i soldi in testa – 3:38 (musica: Matteo Bernacchi, Matteo Podini)

## Formazione
- Marracash – voce
- Don Joe – produzione (tracce 1, 4, 6, 7, 8, 10 e 11)
- Deleterio – produzione (tracce 2, 3, 5, 9, 11, 12, 13, 14 e 15)
- Umberto Zappa – missaggio
- Jenny B – voce aggiuntiva (traccia 6)
- J-Ax – voce aggiuntiva (traccia 7)
- Gué Pequeno – voce aggiuntiva (traccia 7)
- Vincenzo da Via Anfossi – voce aggiuntiva (traccia 8)
- Jake La Furia – voce aggiuntiva (traccia 8)
- Co'Sang – voci aggiuntive (traccia 9)

## Classifiche
Edizione standard
| Classifica (2008) | Posizione massima |
| ----------------- | ----------------- |
| Italia            | 9                 |

Marracash - 10 anni dopo
| Classifica (2018) | Posizione massima |
| ----------------- | ----------------- |
| Italia            | 5                 |